# Eulsbach
Eulsbach ist sowohl nach der Einwohnerzahl als auch nach der Gemarkungsfläche der kleinste Stadtteil von Lindenfels im Odenwald im südhessischen Landkreis Bergstraße.

## Geographische Lage

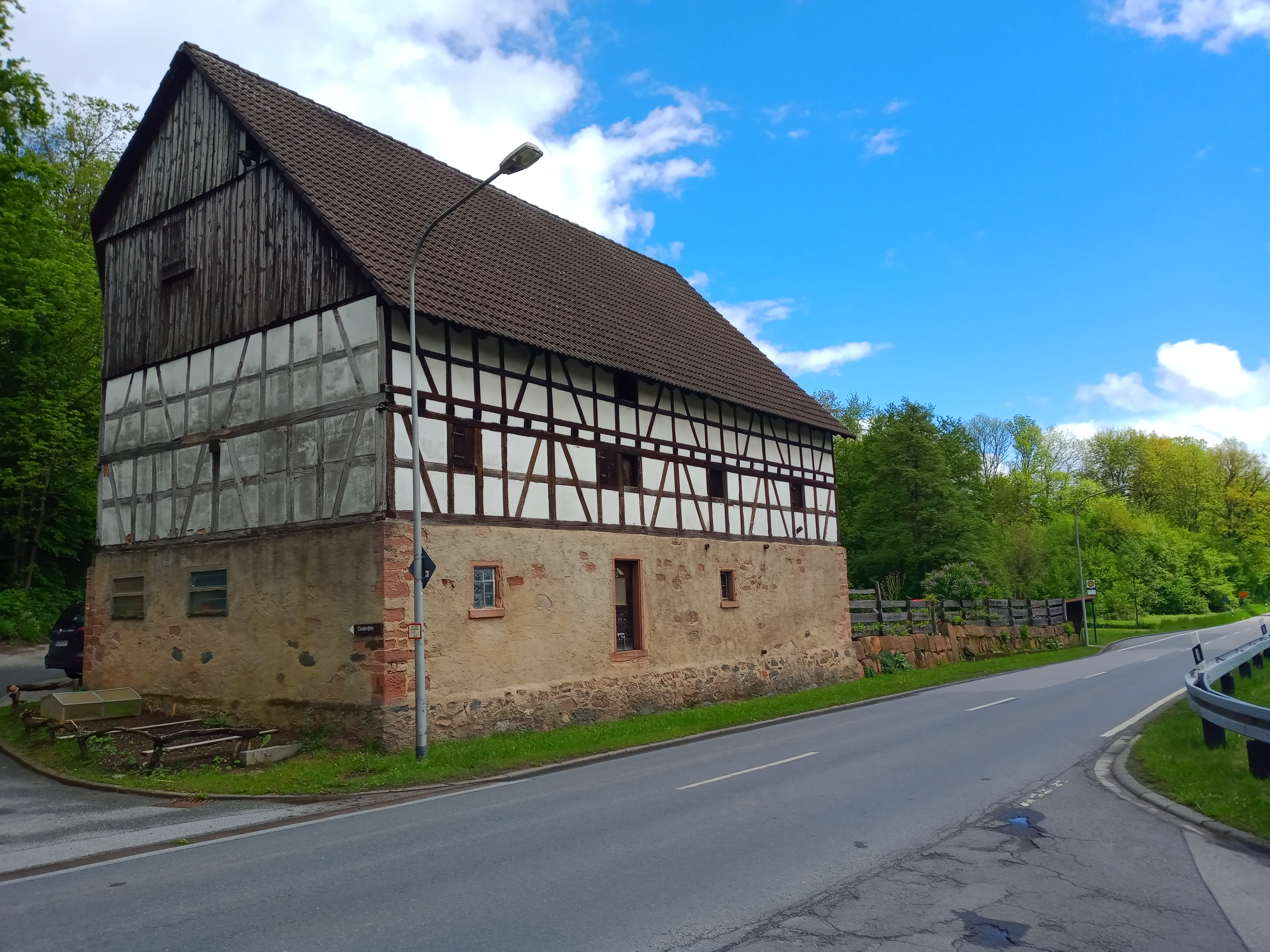
Ein Haus in Eulsbach, direkt an der L 3099

Eulsbach liegt im Vorderen Odenwald in dem Tal des Schlierbachs, der als rechter nördlicher Zufluss im Zentrum der Kerngemeinde Fürth in die Weschnitz mündet. Eulsbach ist der südlichste Stadtteil von Lindenfels. Die Gemarkung liegt zum größten Teil westlich des Talgrundes und reicht bis zum Osthang der Bergterrasse „Auf dem Eck“ oberhalb des Bergtierparks Erlenbach in 440 Meter Höhe.
Die nächstgelegenen Ortschaften sind Schlierbach im Norden, Lindenfels  im Nordosten, Krumbach im Südosten, Ellenbach im Süden, Erlenbach im Südwesten und Seidenbuch im Nordwesten.

## Geschichte

### Ortsgeschichte
Eulsbach entstand im Gebiet der ehemaligen Mark Heppenheim die ein Verwaltungsbezirk des Frankenreichs bezeichnete. Am 20. Januar 773 schenkte Karl der Große die Stadt Heppenheim nebst dem zugehörigen Bezirk, der ausgedehnten Mark Heppenheim, dem Reichskloster Lorsch. Nach langen Streitigkeiten konnten sich die Kurpfalz und das Erzbistum Mainz Anfang des 14. Jahrhunderts über das Erbe aus der Lorscher Abtei einigen und die pfälzer Teile wurden durch die Amtsvogtei Lindenfels verwaltet zu der auch Eulsbach gehörte. Bis 1737 unterstand Lindenfels dem Oberamt Heidelberg, danach wurde Lindenfels ein Oberamt.
Die früheste erhalten gebliebene urkundliche Erwähnung des Ortes als Ilespach weist in die Jahre 1398–1400, als der Pfalzgraf Ruprecht I. den Hennel Wißwreiß von Lindenfels mit einem Gütel in Ilespach belehnte. Innerhalb des Amts Lindenfels gehörte der Ort zur Thalzent dessen Zentgericht erst in Glattbach, später in Ellenbach und zuletzt in Schlierbach abgehalten wurde. Das Gericht hatte gemeinsam mit Lindenfels eine Richtstätte in den »Faustenbacher Hecken auf dem Bühel«. Für deren Unterhaltung musste die Thalzent die Hälfte der Kosten tragen. In seinem Siegel führte das Zentgericht ein Schild mit 3 Feldern. Im ersten Feld befand sich der Pfälzische Löwe, im zweiten die bayerischen Rauten und im dritten, untersten ein Knabe auf einem Hügel, über dessen Kopf eine Kugel schwebte. Eulsbach befand sich anfänglich im Besitz der Kreißen von Lindenfels, die es vom Pfalzgrafen zum Lehen hatten. Von diesen kam der Ort an die Ulner von Dieburg, die es an die Hubner verpachteten.
In den Anfängen der Reformation sympathisierten die pfälzischen Herrscher offen mit dem lutherischen Glauben, aber erst unter Ottheinrich, Kurfürst von 1556 bis 1559, erfolgte der offizielle Übergang zur lutherischen Lehre. Danach wechselten seine Nachfolger und gezwungenermaßen auch die Bevölkerung mehrfach zwischen der lutherischen, reformierten und calvinistischen Religion. Mit der Reformation und deren Einführung entstand in Schlierbach unter Friedrich III. die reformierte Pfarrei, zu der nach dem Heidelberger Oberamtscompetenzbuch vom Jahr 1610 die Filialkirchen Kolmbach, Glattbach, Winkel, Eulsbach, Erlenbach und Seidenbach gehörten. Nachdem im Dreißigjährigen Krieg das Pfarrhaus in Schlierbach durch Brand zerstört wurde, wird Eulsbach als Filiale von Lindenfels geführt. Später wurde in Schlierbach wieder ein Pfarrer eingesetzt und ab 1650 gab es dort wieder Kirchenbücher.
1613 wurden 4 leibeigene Männer, 5 Frauen und 8 Hausgesäße gezählt.
Am Ende des Dreißigjährigen Kriegs (1648) dürfte der Ort wie viele Gebiete der Kurpfalz fast menschenleer gewesen sein.
Auch in religiöser Hinsicht war die Zeit nach dem Dreißigjährigen Krieg von großer Unruhe geprägt. 1685 starb die reformierte Linie Pfalz-Simmern aus und die katholischen Vettern der Linie Pfalz-Neuburg traten mit Kurfürst Philipp Wilhelm die Regierung in der Kurpfalz an. Dieser ordnete die Gleichstellung des katholischen Glaubens in der mehrheitlich evangelischen bevölkerten Pfalz an. Am 26. Oktober 1698 verfügte der katholische Kurfürst Johann Wilhelm das sogenannte Simultaneum. Danach waren die Katholiken berechtigt, alle reformierten Einrichtungen wie Kirchen, Schulen und Friedhöfe mitzunutzen, während dies umgekehrt nicht erlaubt wurde. Weiterhin wurde die bis dahin selbständige reformierte Kirchenverwaltung dem Landesherren unterstellt.
Im Jahr 1784 wird Eulsbach als ein Weiler aus drei Huben beschrieben und dass sich zu dieser Zeit, am heutigen Schlierbach, der damals Thalbach hieß, eine Getreidemühle befand und im Weiler 7 Familien mit 35 Seelen in 4 Häusern lebten. Die Gemarkung bestand aus 73 Morgen Äcker, 28 Morgen Wiesen, 4 ½ Morgen Gärten und 3 Morgen Wald. Der Große Zehnt war zu zwei Dritteln an die Kurmainzer Hofkammer im Namen des Klosters Lorsch und zu einem Drittel an die geistliche Verwaltung des Stiftes zum Heiligen Geist in Heidelberg abzuführen.
Mit dem Reichsdeputationshauptschluss von 1803 wurde die Kurpfalz aufgelöst und das Oberamt Lindenfels und mit ihm Eulsbach kamen zur Landgrafschaft Hessen-Darmstadt, die 1806 von Napoleon Bonaparte zum Großherzogtum Hessen erhoben wurde. 1821 wurden im Rahmen einer umfassenden Verwaltungsreform die Amtsvogteien in den Provinzen Starkenburg und Oberhessen des Großherzogtums Hessen aufgelöst und Landratsbezirke eingeführt, wobei Eulsbach zum Landratsbezirk kam. Danach gehörte Eulsbach infolge mehrerer Verwaltungsreformen zu den Kreisen Lindenfels, Heppenheim und Bensheim, bevor es 1938 zum heutigen Landkreis Bergstraße kam.
Im Zuge der Gebietsreform in Hessen schloss sich der Ort zum 31. Dezember 1970 der Stadt Lindenfels an.
Auch heute noch bietet Eulsbach das Bild einer früheren Kleindorfanlage, da der Ort nur durch wenige Neubauten ergänzt wurde. Die bäuerliche Bevölkerung hat sich auch durch die Umwandlung zur Wohn- und Fremdenverkehrsgemeinde nicht entscheidend verändert.

### Verwaltungsgeschichte
Während der kurpfälzischen Herrschaft wurde Eulsbach durch das „Amt Lindenfels“, das bis 1737 dem Oberamt Heidelberg unterstand verwaltet, bevor Lindenfels selbst als Oberamt fungierte. Dort lag Eulsbach im Gebiet der Thal-Zent, während das Oberamt zur Pfalzgrafschaft bei Rhein des Kurfürstentum Pfalzbayern gehörte. Als das Oberamt Lindenfels 1803 zu Hessen-Darmstadt kam, wurde dieses vorerst als landgräfliche Amtsvogtei weitergeführt und ab 1812 wurde Eulsbach vom Amt Fürth verwaltet.
In der Landgrafschaft Hessen-Darmstadt war mit Ausführungsverordnung vom 9. Dezember 1803 das Gerichtswesen bereits neu organisiert worden. Für das Fürstentum Starkenburg wurde das „Hofgericht Darmstadt“ als Gericht der zweiten Instanz eingerichtet. Die Rechtsprechung der ersten Instanz wurde durch die Ämter bzw. Standesherren vorgenommen. Das Hofgericht war für normale bürgerliche Streitsachen Gericht der zweiten Instanz, für standesherrliche Familienrechtssachen und Kriminalfälle die erste Instanz. Übergeordnet war das Oberappellationsgericht Darmstadt. Damit hatten die Zente und die mit ihnen verbundenen Zentgerichte endgültig ihre Funktion eingebüßt.
Nach dem Wiener Kongress 1814/15 wurden 1816 im Großherzogtum Provinzen gebildet. Dabei wurde das vorher als „Fürstentum Starkenburg“ bezeichnete Gebiet, das aus den südlich des Mains gelegenen alten Hessischen und den ab 1803 hinzugekommenen rechtsrheinischen Territorien bestand, in „Provinz Starkenburg“ umbenannt. 1821 wurden im Rahmen einer umfassenden Verwaltungsreform die Amtsvogteien in den Provinzen Starkenburg und Oberhessen des Großherzogtums aufgelöst und Landratsbezirke eingeführt, wobei Eulsbach zum Landratsbezirk Lindenfels kam. Im Rahmen dieser Reform wurden auch Landgerichte geschaffen, die jetzt unabhängig von der Verwaltung waren. Deren Gerichtsbezirke entsprachen in ihrem Umfang den Landratsbezirken. Für den Landratsbezirk Lindenfels war das Landgericht Fürth als Gericht erster Instanz zuständig. Diese Reform ordnete auch die Verwaltung auf Gemeindeebene neu. So war die Bürgermeisterei in Ellenbach neben Eulsbach auch für die Orte Erlenbach, Eulsbach, Lautenweschnitz und Linnenbach zuständig. Entsprechend der Gemeindeverordnung vom 30. Juni 1821 gab es keine Einsetzungen von Schultheißen mehr, sondern einen gewählten Ortsvorstand, der sich aus Bürgermeister, Beigeordneten und Gemeinderat zusammensetzte.
Die Statistisch-topographisch-historische Beschreibung des Großherzogthums Hessen berichtet 1829 über Eulsbach: 

„Eulsbach (L. Bez. Lindenfels) reform. Filialdorf; liegt ½ St. von Lindenfels auf beiden Seiten des Thalbachs, hat 11 Häuser und 75 Einw., die bis auf 2 Luth. reform. sind. Unter diesen befinden sich 4 Bauern, 18 Handwerker und 9 Tagelöhner. Im Jahr 1802 kam der Ort von Churpfalz an Hessen.“

1832 wurden die Verwaltungseinheiten weiter vergrößert und es wurden Kreise geschaffen. Nach der am 20. August 1832 bekanntgegebenen Neugliederung sollte es in Süd-Starkenburg künftig nur noch die Kreise Bensheim und Lindenfels geben; der Landratsbezirk von Heppenheim sollte in den Kreis Bensheim fallen. Noch vor dem Inkrafttreten der Verordnung zum 15. Oktober 1832 wurde diese aber dahingehend revidiert, dass statt des Kreises Lindenfels neben dem Kreis Bensheim der Kreis Heppenheim als zweiter Kreis gebildet wurde, zu dem nunmehr Schlierbach gehörte. Auch nach der Kreisbildung von 1832 wurde Eulsbach noch durch die Bürgermeisterei in Ellenbach verwaltet.
Am 31. Juli 1848 wurden in den Provinzen die Kreise und die Landratsbezirke abgeschafft und durch „Regierungsbezirke“ ersetzt, wobei die bisherigen Kreise Bensheim und Heppenheim zum Regierungsbezirk Heppenheim vereinigt wurden. Bereits vier Jahre später, im Laufe der Reaktionsära, kehrte man aber zur Einteilung in Kreise zurück und Schlierbach wurde Teil des neu geschaffenen Kreises Lindenfels.
In den Statistiken des Großherzogtums Hessen werden, bezogen auf Dezember 1867, Filialdorf Eulsbach, die Bürgermeisterei Ellenbach, 10 Häuser, 67 Einwohnern, der Kreis Lindenfels, das Landgericht Fürth, die evangelische reformierte Pfarrei Schlierbach und die katholische Pfarrei Lindenfels des Dekanats Heppenheim, angegeben. Auch 1912 nennt Meyers Orts- und Verkehrs-Lexikon des Deutschen Reichs für Eulsbach das Standesamt Ellenbach.
Im Jahre 1874 wurde eine Anzahl von Verwaltungsreformen durchgeführt. So wurden die landesständige Geschäftsordnung sowie die Verwaltung der Kreise und Provinzen durch Kreis- und Provinzialtage geregelt. Die Neuregelung trat am 12. Juli 1874 in Kraft und verfügte auch die Auflösung der Kreise Lindenfels und Wimpfen und die Wiedereingliederung von Eulsbach in den Kreis Heppenheim.
Die hessischen Provinzen Starkenburg, Rheinhessen und Oberhessen wurden 1937 nach der 1936 erfolgten Auflösung der Provinzial- und Kreistage aufgehoben. Zum 1. November 1938 trat dann eine umfassende Gebietsreform auf Kreisebene in Kraft. In der ehemaligen Provinz Starkenburg war der Kreis Bensheim besonders betroffen, da er aufgelöst und zum größten Teil dem Kreis Heppenheim zugeschlagen wurde. Der Kreis Heppenheim übernahm auch die Rechtsnachfolge des Kreises Bensheim und erhielt den neuen Namen Landkreis Bergstraße.
Im Jahr 1961 wurde die Gemarkungsgröße mit 81 ha angegeben, davon waren 19 ha Wald.
Im Zuge der Gebietsreform in Hessen schloss sich der Ort zeitgleich mit den Gemeinden Glattbach, Schlierbach und Winkel am 31. Dezember 1970 freiwillig der Stadt Lindenfels an. Für Eulsbach wurde wie für alle nach Lindenfels eingegliederten Gemeinden ein Ortsbezirk mit Ortsbeirat und Ortsvorsteher nach der Hessischen Gemeindeordnung eingerichtet.
Verwaltungsgeschichte im Überblick
Die folgende Liste zeigt die Staaten und Verwaltungseinheiten, denen Eulsbach angehört(e):
- vor 1737: Heiliges Römisches Reich, Pfalzgrafschaft bei Rhein, Oberamt Heidelberg, Amt Lindenfels Thal-Zent
- ab 1737: Heiliges Römisches Reich, Pfalzgrafschaft bei Rhein, Oberamt Lindenfels, Thal-Zent
- ab 1777: Heiliges Römisches Reich, Kurfürstentum Pfalzbayern, Pfalzgrafschaft bei Rhein, Oberamt Lindenfels, Thal-Zent
- ab 1803: Heiliges Römisches Reich, Landgrafschaft Hessen-Darmstadt,[Anm. 2] Fürstentum Starkenburg, Amt Lindenfels
- ab 1806: Großherzogtum Hessen,[Anm. 3] Fürstentum Starkenburg, Amt Lindenfels
- ab 1812: Großherzogtum Hessen, Fürstentum Starkenburg, Amt Fürth
- ab 1815: Großherzogtum Hessen,[Anm. 4] Provinz Starkenburg, Amt Fürth
- ab 1821: Großherzogtum Hessen, Provinz Starkenburg, Landratsbezirk Lindenfels[Anm. 5]
- ab 1832: Großherzogtum Hessen, Provinz Starkenburg, Kreis Heppenheim
- ab 1848: Großherzogtum Hessen, Regierungsbezirk Heppenheim
- ab 1852: Großherzogtum Hessen, Provinz Starkenburg, Kreis Lindenfels
- ab 1871: Deutsches Reich,[Anm. 6] Großherzogtum Hessen, Provinz Starkenburg, Kreis Lindenfels
- ab 1874: Deutsches Reich, Großherzogtum Hessen, Provinz Starkenburg, Kreis Heppenheim
- ab 1918: Deutsches Reich, Volksstaat Hessen,[Anm. 7] Provinz Starkenburg, Kreis Heppenheim
- ab 1938: Deutsches Reich, Volksstaat Hessen, Landkreis Bergstraße[20][Anm. 8]
- ab 1945: Amerikanische Besatzungszone,[Anm. 9] Groß-Hessen, Regierungsbezirk Darmstadt, Landkreis Bergstraße
- ab 1946: Amerikanische Besatzungszone, Land Hessen, Regierungsbezirk Darmstadt, Landkreis Bergstraße
- ab 1949: Bundesrepublik Deutschland, Land Hessen, Regierungsbezirk Darmstadt, Landkreis Bergstraße
- ab 1971: Bundesrepublik Deutschland, Land Hessen, Regierungsbezirk Darmstadt, Landkreis Bergstraße, Stadt Lindenfels[Anm. 10]

### Gerichtszugehörigkeit in Hessen
Bis zur Trennung der Rechtsprechung von der Verwaltung nahmen die Ämter beide Funktionen, meist in Personalunion, wahr. Sie hatten in der Regel aber nur die Niedere Gerichtsbarkeit inne. Die Gerichtsbarkeit des Oberamtes Lindenfels ging 1813 an das neue Justizamt in Fürth über. Mit Bildung der Landgerichte im Großherzogtum Hessen war ab 1821 das Landgericht Fürth das Gericht erster Instanz. Anlässlich der Einführung des Gerichtsverfassungsgesetzes mit Wirkung vom 1. Oktober 1879, infolge derer die bisherigen großherzoglichen Landgerichte durch Amtsgerichte an gleicher Stelle ersetzt wurden, während die neu geschaffenen Landgerichte nun als Obergerichte fungierten, kam es zur Umbenennung in Amtsgericht Fürth und Zuteilung zum Bezirk des Landgerichts Darmstadt.

## Bevölkerung

### Einwohnerstruktur 2011
Nach den Erhebungen des Zensus 2011 lebten am Stichtag dem 9. Mai 2011 in Eulsbach 174 Einwohner. Darunter waren 9 (5,2 %) Ausländer. Nach dem Lebensalter waren 39 Einwohner unter 18 Jahren, 78 zwischen 18 und 49, 39 zwischen 50 und 64 und 21 Einwohner waren älter. Die Einwohner lebten in 69 Haushalten. Davon waren 15 Singlehaushalte, 18 Paare ohne Kinder und 27 Paare mit Kindern, sowie 9 Alleinerziehende und keine Wohngemeinschaften. In 9 Haushalten lebten ausschließlich Senioren und in 54 Haushaltungen lebten keine Senioren.

### Einwohnerentwicklung
| • 1613: | 8 Hausgesesse, Leibeigene 9 Männer, 8 Frauen                   |
| • 1784: | 35 Seelen, sieben Familien in vier Häusern, eine Getreidemühle |

| Eulsbach: Einwohnerzahlen von 1784 bis 2012 | Eulsbach: Einwohnerzahlen von 1784 bis 2012 | Eulsbach: Einwohnerzahlen von 1784 bis 2012 | Eulsbach: Einwohnerzahlen von 1784 bis 2012 | Eulsbach: Einwohnerzahlen von 1784 bis 2012 |
| --- | ------------------------------------------- | ------------------------------------------- | ------------------------------------------- | ------------------------------------------- |
| Jahr |                                             |                                             |                                             | Einwohner                                   |
| 1784 | 1784                                        |                                             | 35                                          | 35                                          |
| 1829 | 1829                                        |                                             | 75                                          | 75                                          |
| 1834 | 1834                                        |                                             | 62                                          | 62                                          |
| 1840 | 1840                                        |                                             | 75                                          | 75                                          |
| 1846 | 1846                                        |                                             | 81                                          | 81                                          |
| 1852 | 1852                                        |                                             | 69                                          | 69                                          |
| 1858 | 1858                                        |                                             | 73                                          | 73                                          |
| 1864 | 1864                                        |                                             | 65                                          | 65                                          |
| 1871 | 1871                                        |                                             | 62                                          | 62                                          |
| 1875 | 1875                                        |                                             | 71                                          | 71                                          |
| 1885 | 1885                                        |                                             | 69                                          | 69                                          |
| 1895 | 1895                                        |                                             | 58                                          | 58                                          |
| 1905 | 1905                                        |                                             | 63                                          | 63                                          |
| 1910 | 1910                                        |                                             | 66                                          | 66                                          |
| 1925 | 1925                                        |                                             | 69                                          | 69                                          |
| 1939 | 1939                                        |                                             | 65                                          | 65                                          |
| 1946 | 1946                                        |                                             | 93                                          | 93                                          |
| 1950 | 1950                                        |                                             | 94                                          | 94                                          |
| 1956 | 1956                                        |                                             | 80                                          | 80                                          |
| 1961 | 1961                                        |                                             | 69                                          | 69                                          |
| 1967 | 1967                                        |                                             | 74                                          | 74                                          |
| 1970 | 1970                                        |                                             | 115                                         | 115                                         |
| 1980 | 1980                                        |                                             | ?                                           | ?                                           |
| 1990 | 1990                                        |                                             | ?                                           | ?                                           |
| 2000 | 2000                                        |                                             | 175                                         | 175                                         |
| 2006 | 2006                                        |                                             | 165                                         | 165                                         |
| 2011 | 2011                                        |                                             | 174                                         | 174                                         |
| 2012 | 2012                                        |                                             | 183                                         | 183                                         |
| Datenquelle: Historisches Gemeindeverzeichnis für Hessen: Die Bevölkerung der Gemeinden 1834 bis 1967. Wiesbaden: Hessisches Statistisches Landesamt, 1968. Weitere Quellen: ; 2000; 2006; 2012: Stadt Lindenfels aus webarchiv. Zensus 2011 |                                             |                                             |                                             |                                             |

### Historische Religionszugehörigkeit
| • 1829: | 2 lutheranische (= 2,67 %), 73 reformierte (= 97,33 %) Einwohner |
| • 1961: | 60 evangelische (= 86,96 %), 6 katholische (= 8,70 %) Einwohner  |

## Politik
Der Ortsbeirat besteht aus fünf Mitgliedern. Nach der Kommunalwahl 2016 setzt er sich aus drei Vertretern der LWG/CDU und zwei Vertretern der SPD zusammen. Ortsvorsteher ist Wilhelm Fendrich.

## Verkehr
Durch Eulsbach führt die Landesstraße L 3099, die in der Kerngemeinde Fürth von der als Siegfriedstraße bekannten Bundesstraße 460 und der mit ihr vereinten Bundesstraße 38 abzweigt und durch das Tal des Schlierbachs bis Kolmbach führt und dort in die als Nibelungenstraße bekannte Bundesstraße 47 einmündet.